# Gnomulus thorelli
Espèce
Synonymes
- Pelitnus thorelli Sørensen, 1932

Gnomulus thorelli est une espèce d'opilions laniatores de la famille des Sandokanidae.

## Distribution
Cette espèce est endémique de Java en Indonésie. Elle se rencontre vers Bogor.

## Description
La femelle holotype mesure 6,5 mm.
Les femelles mesurent de 6,42 à 6,67 mm.

## Systématique et taxinomie
Cette espèce a été décrite sous le protonyme Pelitnus thorelli par Sørensen en 1932. Elle est placée dans le genre Gnomulus par Martens et Schwendinger en 1998.

## Publication originale
- Henriksen, 1932 : « Descriptiones Laniatorum (Arachnidorum Opilionum Subordinis). Opus posthumum recognovit et edidit Kai L. Henriksen. » Det Kongelige Danske Videnskabernes Selskabs skrifter, Naturvidenskabelig og Mathematisk Afdeling, sér. 9, vol. 3, no 4, p. 197–422.